# Stenodyneriellus bistrigatus
Stenodyneriellus bistrigatus är en stekelart som beskrevs av Giordani Soika 1995. Stenodyneriellus bistrigatus ingår i släktet Stenodyneriellus och familjen Eumenidae. Inga underarter finns listade i Catalogue of Life.